# Delahaye Type 126
Der Delahaye Type 126 ist ein Pkw-Modell aus den 1930er Jahren. Hersteller war Automobiles Delahaye in Frankreich.

## Beschreibung
Die Fahrzeuge wurden zwischen 1931 und 1934 hergestellt. Vorgänger war der Delahaye Type 112 und Nachfolger der Delahaye Type 138.
Von der ersten Serie entstanden von 1931 bis 1933 einhundert Fahrzeuge. Der Sechszylinder-Ottomotor war in Frankreich mit 16 CV eingestuft. Er hat 75,5 mm Bohrung, 107 mm Hub, 2874 cm³ Hubraum und leistet 55 PS. Er ist vorn im Fahrgestell eingebaut und treibt die Hinterachse an. Der Radstand beträgt 3150 mm. Bekannt sind die Karosseriebauformen Limousine mit vier bis fünf Sitzen, Pullman-Limousine mit sieben Sitzen und Cabriolet mit vier Sitzen. 110 km/h Höchstgeschwindigkeit sind möglich.
1932 ergänzte der Typ 126 M 18 CV Super Luxe das Sortiment. Die vergrößerte Bohrung von 80 mm führte zu 3227 cm³ Hubraum und einer Einstufung mit 18 CV. Das Fahrgestell ist etwas niedriger.
Von 1933 bis 1934 gab es die zweite Serie. Die Produktionsmenge blieb mit zwölf Fahrzeugen gering. Der Motor leistet nun 70 PS. Der Radstand beträgt 3200 mm oder 3228 mm. Das Karosserieangebot wurde um eine Cabriolimousine ergänzt. Die Fahrzeuge können 125 km/h Höchstgeschwindigkeit erreichen.
Für ein erhaltenes Fahrzeug von 1932 sind 315 cm Radstand, 140 cm Spurweite, 438 cm Fahrzeuglänge, 168 cm Fahrzeugbreite und 1520 kg Leergewicht bekannt.